# Basels spårväg
Basels spårväg är ett spårvägsnät i Basel i Schweiz och delar av det omgivande området. Nätet är byggd med meterspår. Nätet drivs av två bolag Basler Verkehrs-Betriebe (BVB) och Baselland Transport (BLT). Det sistnämnda bolaget ansvarar för infrastrukturen för fyra linjer utanför centrum som formellt är koncessionerade som järnvägar, även om de trafikeras med spårvägsmaterial och med en trafik som är helt integrerad med den på det övriga spårnätet. 
Spårvägen i Basel är ett av få spårvägsnät i världen som korsar flera statsgränser. En av hållplatserna på linje 10 ligger i kommunen Leymen i Frankrike. Dessutom förlängdes linje 8 till Weil am Rhein i Tyskland och öppnades för trafik under 2014 och linje 3 förlängdes in till Saint-Louis, Haut-Rhin i Frankrike under 2017.